# Luigi Sculli
Luigi Sculli (Omegna, 15 settembre 1921 – Novara, 12 novembre 1959) è stato un calciatore italiano, di ruolo portiere.

## Carriera
Nella stagione 1938-1939 gioca nell'Omegna, squadra della sua città natale nel campionato di Serie C.
Acquistato dall'Ambrosiana-Inter, nella stagione 1939-1940 gioca nelle riserve con cui subisce 13 reti in 17 partite; per la stagione 1940-1941 viene invece aggregato alla prima squadra, con cui nel corso della stagione riesce anche ad esordire nel campionato di Serie A: in particolare, in una stagione in cui tra i pali della formazione milanese si alternano già Angelo Caimo ed Orlando Sain (11 e 16 presenze rispettivamente), Sculli riesce a fare il suo esordio in massima serie il 5 gennaio 1941, alla tredicesima giornata di campionato, nella quale i nerazzurri vincono per 5-1 in casa contro la Roma; scende in campo anche nei due successivi turni di campionato, ovvero nel pareggio esterno per 5-5 sul campo del Torino il 12 gennaio 1941 e nella vittoria casalinga per 2-1 contro l'Atalanta del 19 gennaio 1941. A fine stagione fa ritorno all'Omegna, di nuovo in Serie C.
Nella stagione 1944-1945 partecipa al Torneo Benefico Lombardo con la maglia del Vigevano. Dopo la fine della seconda guerra mondiale si accasa poi alla Vogherese, società con la quale nella stagione 1945-1946 gioca nella Serie B-C Alta Italia, campionato in cui disputa 11 delle 22 partite totali giocate dalla sua squadra. Milita in seconda divisione anche nel corso della stagione 1946-1947, nella quale gioca 2 partite nel campionato di Serie B con la maglia del Savona. Nel 1947 passa al Parabiago, in Serie C, con cui ottiene il primo posto nel girone E e l'ammissione al campionato di Serie C 1948-1949.